# وودبرن، شهرستان لادن، ویرجینیا
وودبرن (به انگلیسی: Woodburn) یک منطقهٔ مسکونی در ایالات متحده آمریکا است که در شهرستان لادن، ویرجینیا واقع شده‌است.